# Xan (vodka)
La Xan è una vodka a base di cereali originaria dell'Azerbaigian, e prodotta dalla Vinagro LLC. È commercializzata nelle seguenti varietà:
- Export
- Lux
- Premium
- VIP

Di queste quattro, la "Premium" è considerata la varietà più pregiata. Essa è ottenuta miscelando alcol rettificato con l'acqua pura di montagna proveniente dal Lago Göygöl e, per migliorarne odore e sapore, si aggiungono piccole quantità di zucchero, carbonato di sodio e additivo "Alcolux". La vodka Xan Premium è sottoposta a tripla filtrazione, allo scopo di ottenere un gusto equilibrato, con l'aroma tipico della vodka. Il titolo alcolometrico è del 40%, ed è venduta nei formati da 0.5, 0.75 e 1 litro.

## Riconoscimenti
- Medaglia d'argento all'International Strong Drinks Contest del 2008, svoltosi a Bruxelles, per la varietà "Premium"